# Ibne Tumarte

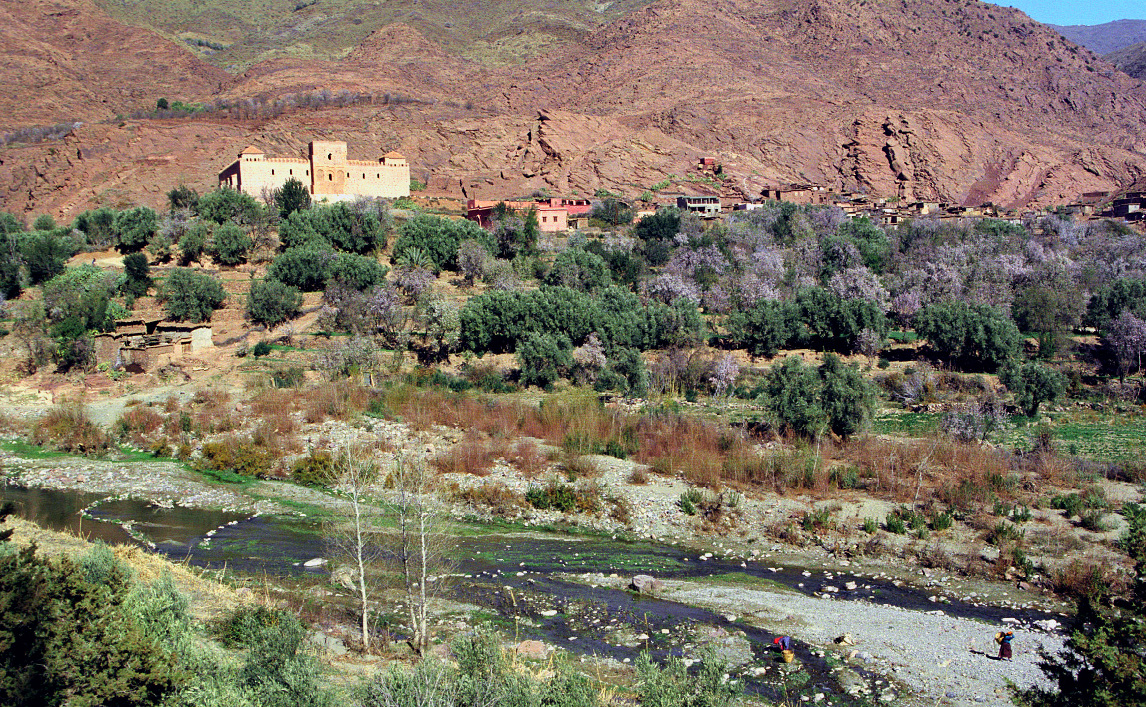
A mesquita e aldeia de Tinmel, reduto de ibne Tumarte nas montanhas do Alto Atlas

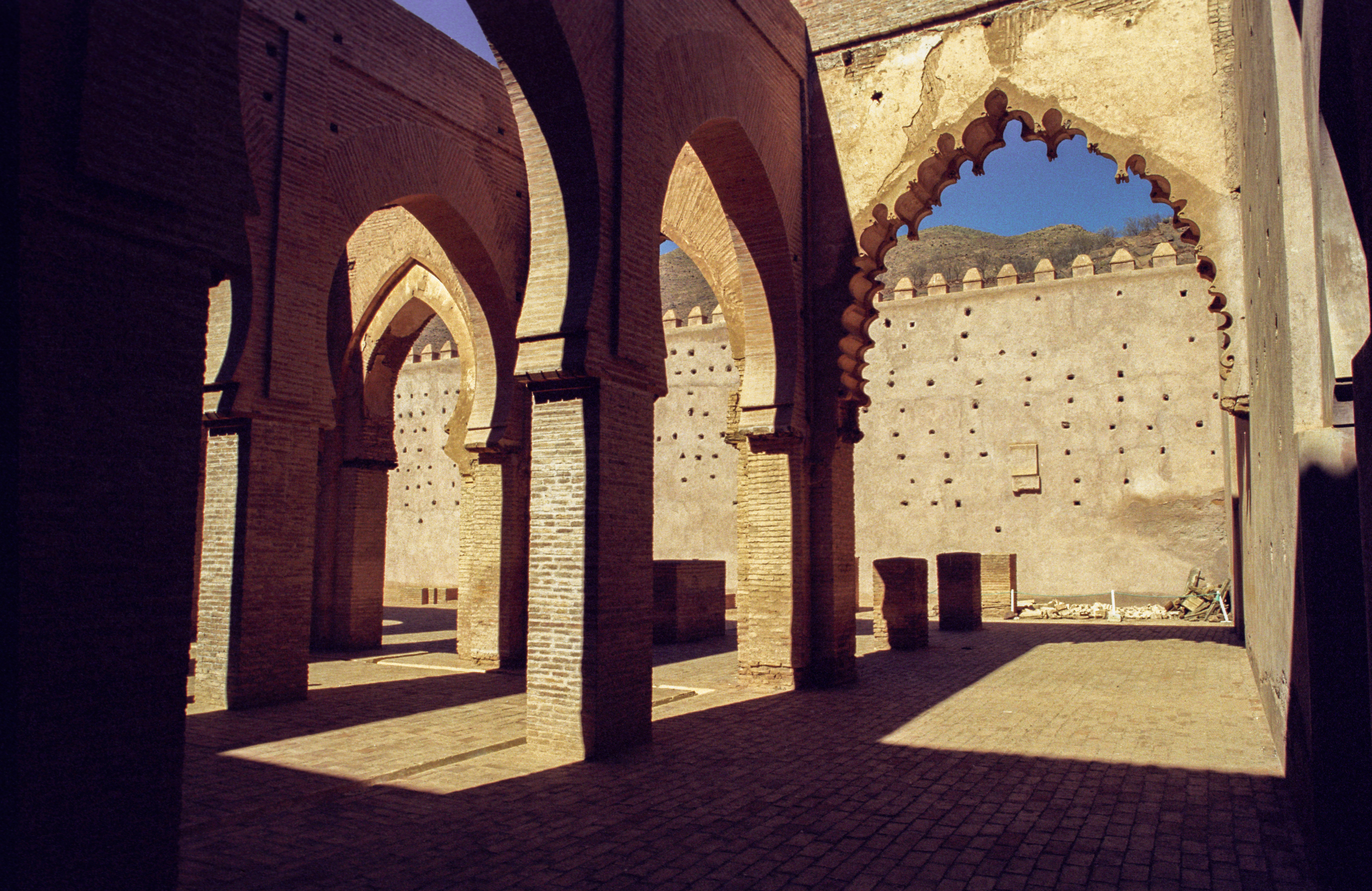
Ruínas do interior da mesquita de Tinmel, construída por Abde Almumine, sucessor de ibne Tumarte

Abu Abedalá Maomé ibne Tumarte (Abu Abd Allah Muhammad ibn Tumart; c. 1080 - 1128) (do berber amghār, filho da terra, em árabe أبو عبدالله محمد ابن تومرت), foi o líder religioso da tribo berber Masmuda e o fundador do movimento religioso dos mouros almóadas, que viria a dominar a região do Alandalus (Ibéria muçulmana).

## Origens
Ibne Tumarte era membro da tribo berber Masmudas, da cordilheira do Alto Atlas. Filho de um do encarregado de acender as lamparinas de uma mesquita, e notado pela sua piedade desde a juventude, seria um rapaz pequeno e deformado que vivia como um mendigo devoto.
Terá passado um ano a estudar os escritos de teólogos como Abzeme (994–1064) em Córdova, Alandalus. Depois fez a peregrinação a Meca, de onde foi expulso pelas suas críticas ferozes à laxidão de outros e foi para Bagdade, onde aderiu a uma escola ortodoxa.
Mas construiu ele mesmo um sistema próprio, combinando os ensinamentos do seu mestre com o misticismo e partes das doutrinas de outros, centrado no unitarismo e que representava uma revolta contra o que na sua opinião seria o antropomorfismo de Alá na ortodoxia muçulmana.

## Criação do movimento almóada
Após o seu regresso a Marrocos, com a idade de 28 anos, começou a pregar contra os princípios religiosos da interpretação pessoal, aceitando apenas a tradição (Suna) e o consenso (Ijma). Liderou ataques a comerciantes de bebidas alcoólicas e a outras manifestações de heterodoxia. Terá chegado a atacar a irmã do emir almorávida Ali ibne Iúçufe, nas ruas de Marraquexe, por esta sair à rua sem véu.

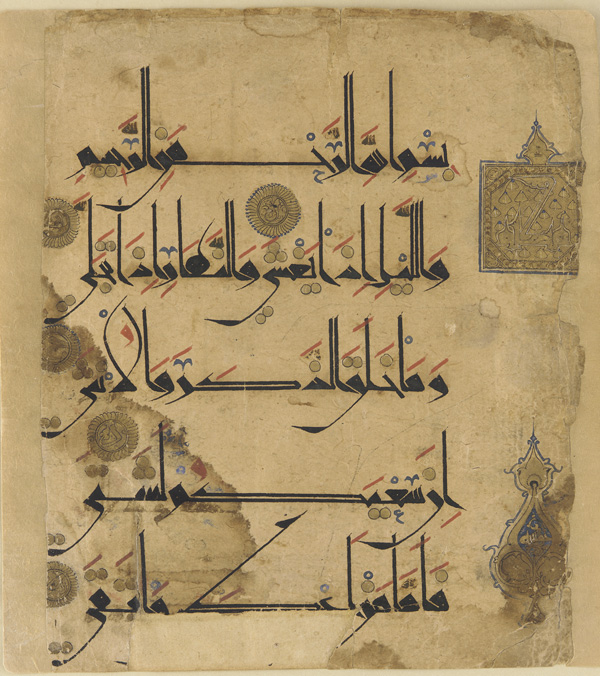
Página de um Alcorão andalusino

Este emir chegou a convocar um debate teológico na cidade, convocando ibne Tumarte. Na conclusões deste debate foi declarado que os pontos de vista deste eram demasiado radicais. ibne Tumarte foi condenado à prisão mas o emir ter-lhe-á permitido a fuga.
Depois de expulso de várias outras cidades pelas suas demonstrações de zelo religioso, ibne Tumarte refugiou-se junto do seu povo, os Masmuda, em Tinmel, no Alto Atlas. Fundou o movimento dos almóadas, autoproclamou-se Mádi (o guiado, profeta redentor do Islão) e exortou todos os muçulmanos, especialmente os da Península Ibérica, a retornar às origens da sua fé, o Alcorão. A aceitação das suas ideias foi ajudada pelo descontentamento gerado pelo fracasso dos almorávidas em travar a Reconquista na Península Ibérica.
O Mádi era considerado impecável e infalível, exercendo uma autoridade que ninguém contestava. As tribos obedeciam a uma hierarquia, sendo os primeiros desta ordem os Harga, de ibne Tumarte. A própria sociedade era hierarquizada e a prática dos ritos religiosos era obrigatória.
Em 1125, começou uma rebelião aberta contra o poder almorávida. Estes atacaram Tinmel, a base de ibne Tumarte, mas foram repelidos. Depois foi a vez de os almóadas cercarem Marraquexe.
Apesar de morrer três anos depois, depois de uma grave derrota frente aos seus inimigos, o movimento de ibne Tumarte continuou. Liderados por Abde Almumine, que por dois anos manteve a sua morte em segredo, viriam a vencer a luta pelo poder no Norte de África e no Alandalus.